# Lower.com Field
O Lower.com Field é um estádio de futebol localizado em Columbus, Ohio, Estados Unidos. Serve principalmente como a casa do Columbus Crew SC da Major League Soccer, substituindo a atual casa do clube, o Historic Crew Stadium. 
O novo estádio custou 300 milhões de dólares e está localizado no centro do desenvolvimento do Confluence Village, incluindo edifícios residenciais e comerciais. Tem capacidade para 20.000 espectadores e inclui 30 suítes e 1.900 poltronas.

## História
A construção do novo estádio estava originalmente programada para começar no verão de 2019, posteriormente remarcada para 10 de outubro de 2019. Foi concluído no verão de 2021, sendo inaugurado em 3 de julho.